# Zwergenmützchen

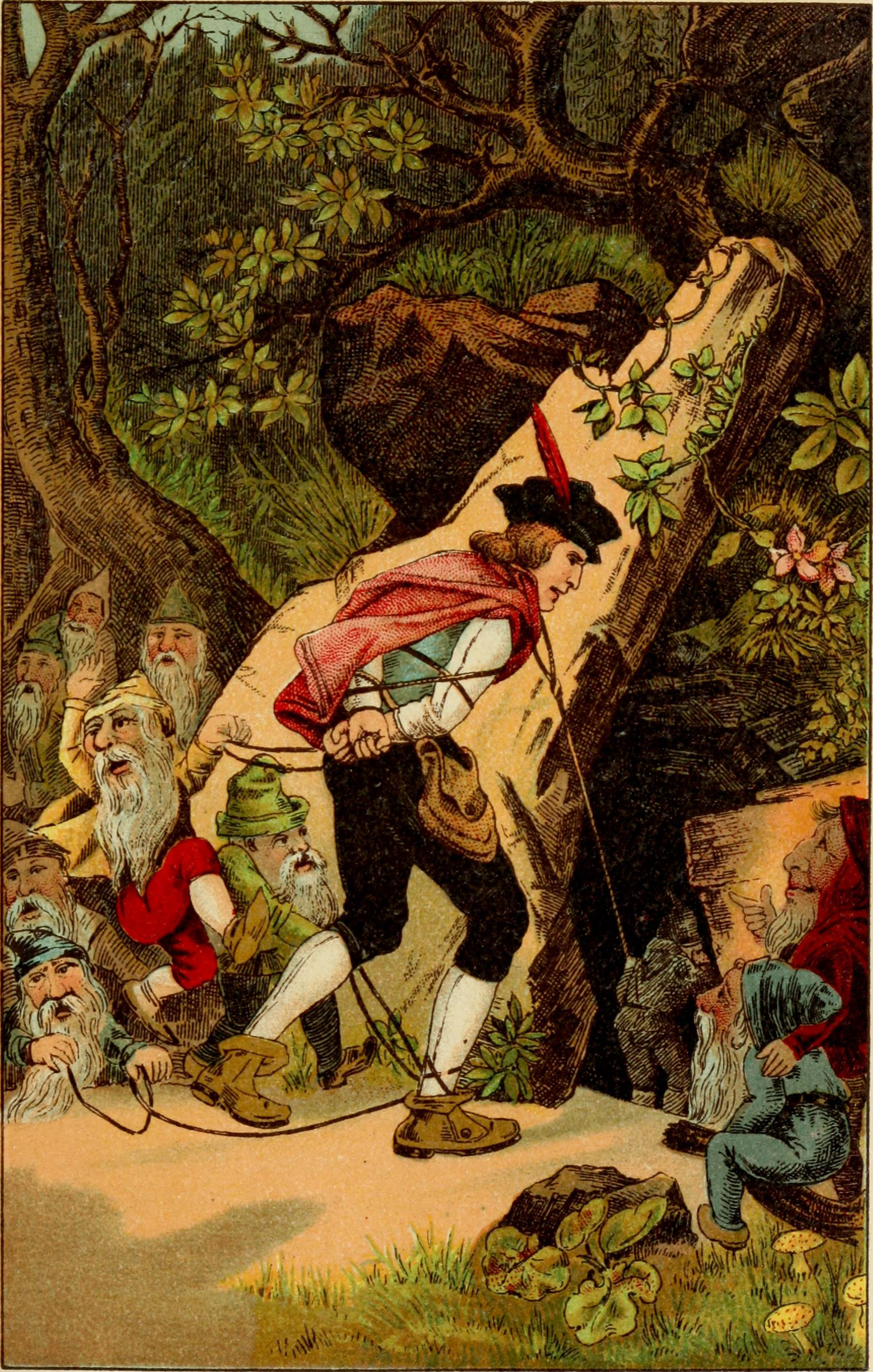
Illustration, 1890

Zwergenmützchen ist ein Märchen. Es steht in Ludwig Bechsteins Neues deutsches Märchenbuch an Stelle 18 und stammt aus Johann Wilhelm Wolfs Deutsche Märchen und Sagen von 1845 (Nr. 13: Der Zwergenberg).

## Inhalt
Der Vater mag nur seine Tochter, nicht die drei Söhne. Der Älteste weiß von Zwergen in den grünen Bergen, die spielen da und werfen die Mützchen, wer eins fängt, macht sich damit unsichtbar und hat Macht über sie. Er legt sich dort ins Gras, die Zwerge kommen, ein Mützchen fällt neben ihn. Er will es nehmen, doch die Zwerge sind schneller und sperren ihn ein. Genauso geht es dem zweiten Sohn. Der Jüngste aber wartet, bis ein Mützchen grade auf seine Hand fällt. Die Brüder werden befreit, Schätze herausgegeben, für den Vater ein Trank, der sein Herz erwärmt, und Mitgift für die Tochter.

## Herkunft

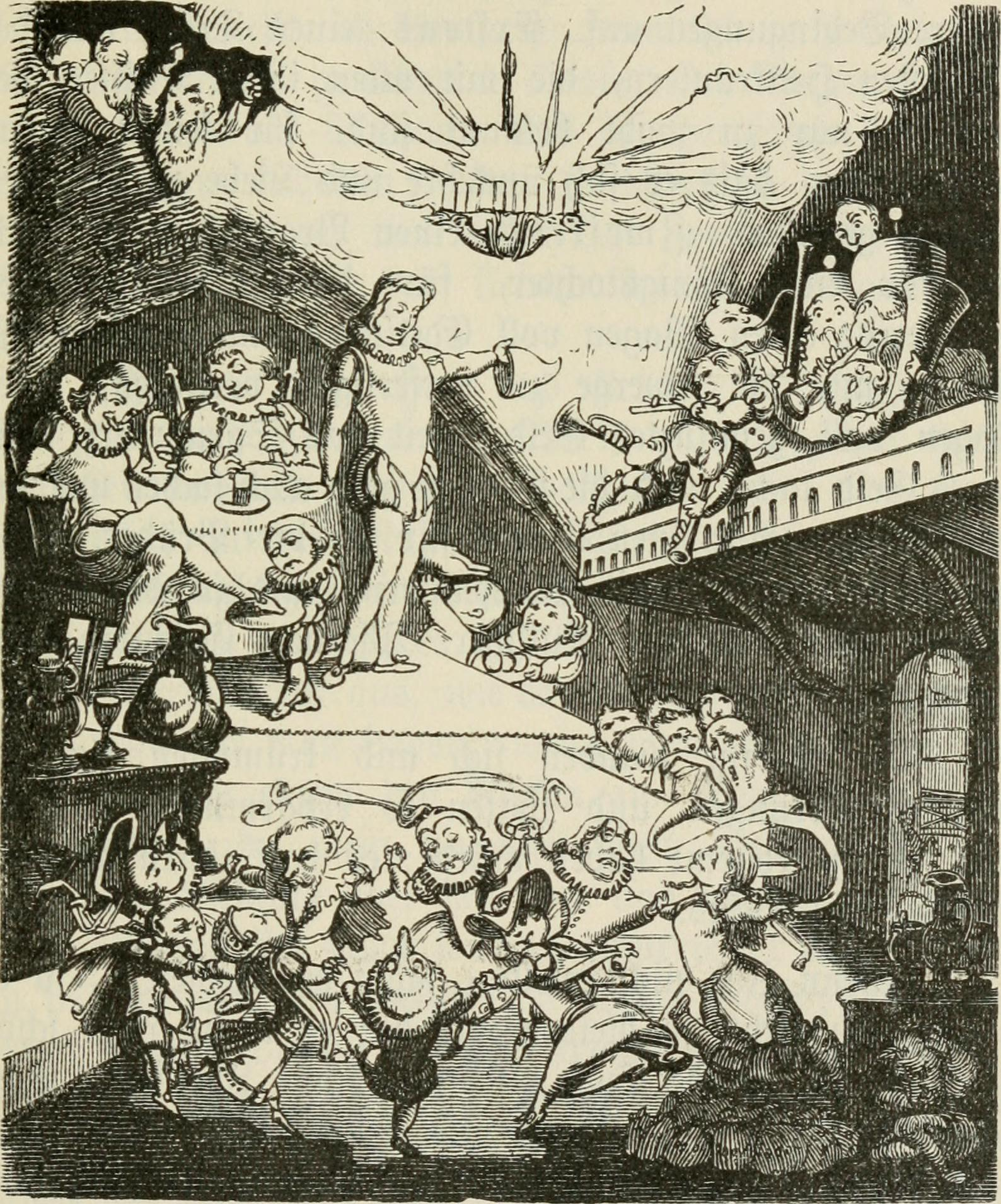
Illustration, 1890

Bechstein nennt die Quelle, Johann Wilhelm Wolfs Deutsche Märchen und Sagen, wo es aber dürftig sei, die Brüder ohne Not getötet werden und die Schwester gar nicht mehr vorkommt. Wolfs Text ist kurz. Er verortet ihn in der „Gegend von Münster“, das Mützchen sei wohl die Tarnkappe. Bechstein lässt den Ältesten ausführlich erklären, was es mit den Mützchen der Zwerge auf sich hat. Die schreien „Diebio! Diebio!“ Dem Vater legt er verächtliche Sprichwörter in den Mund, wie er die Söhne gar nicht vermisst: „Hin ist hin. Wem es daheim nicht gefällt, der wandere. Die Welt ist groß und weit. In meinem Hause hat der Zimmermann ein Loch gelassen. Wenn dem Esel zu wohl ist, geht er aufs Eis, tanzt und bricht ein Bein“ und vieles mehr. Die Tochter lässt er nicht gehen: „Ich kann nicht mahlen, du kannst nicht heiraten, oder wir halten Bettelmanns Hochzeit.“ Er kriegt dann einen Trank, der sein Herz heilt.